# شهرستان چیلدرس (تگزاس)

موقعیت شهرستان در ایالت تگزاس

چیلدرس یکی از شهرستان‌های ایالت تگزاس می‌باشد.
این شهرستان در شمال این ایالت است.
جمعیت این شهرستان در سال ۲۰۱۰ میلادی معادل ۷۰۴۱ نفر بود.